# Sabina Spielrein

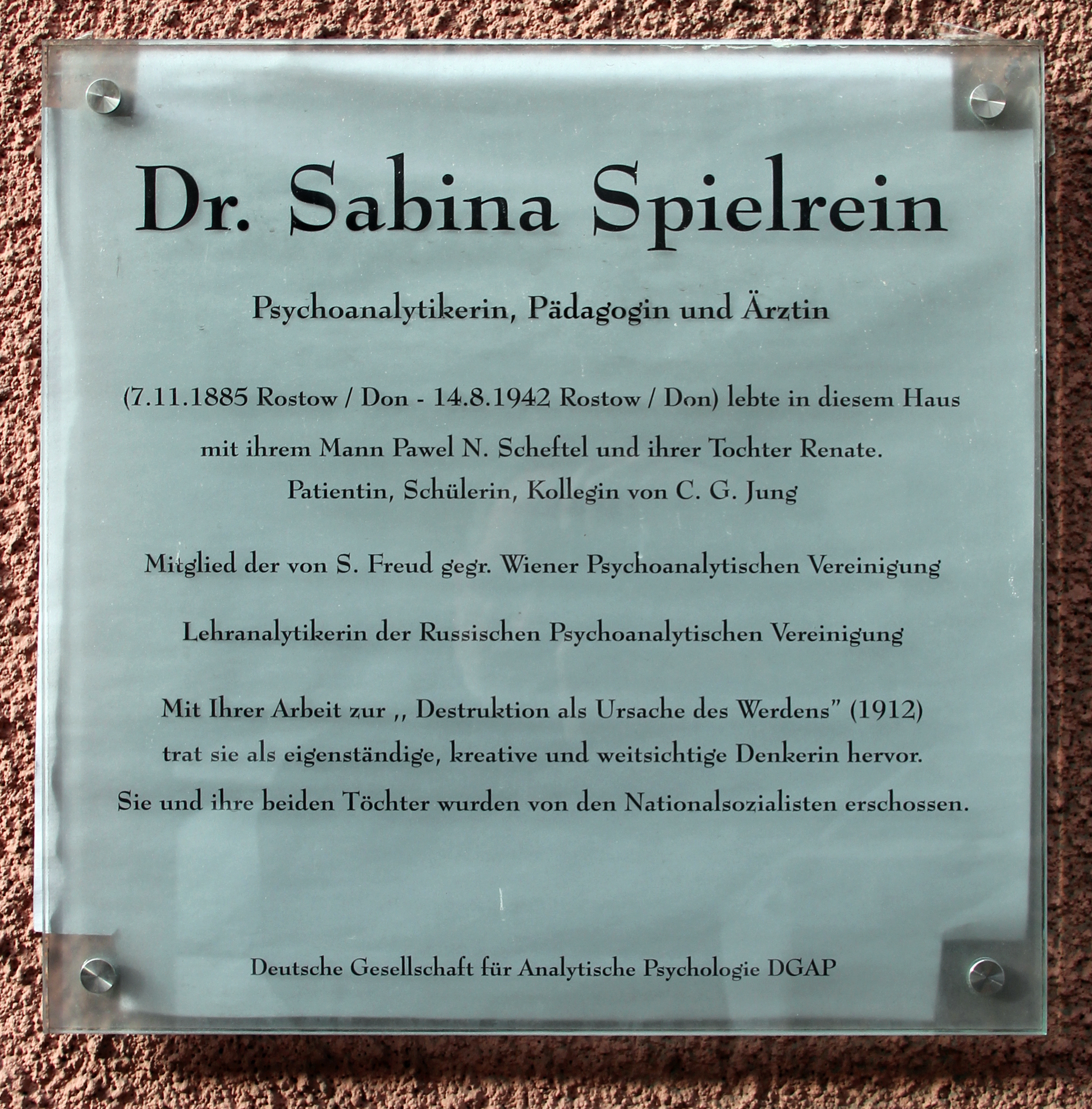
Emléktáblája Berlinben

Sabina Naftulowna Spielrein (oroszul: Сабина Нафтуловна Шпильрейн; Rosztov-na-Donu, 1885. november 7. – Rosztov-na-Donu, 1942. augusztus 12.) orosz–zsidó pszichiáter, pszichoanalitikus.

## Életútja
Az önéletrajzi történéseket és a szakmai munkásságát is csupán a hátrahagyott naplójából, valamint Junggal, Freuddal való levelezéséből ismerhetjük meg. Sabina Spielrein hisztériás tünetektől szenvedő betegből lett elmebetegségeket kezelő orvos. Ő volt Carl Gustav Jung első pszichoanalízissel kezelt páciense, később barátja, majd szeretője. Spielrein a múzsából kinőve magát, a gyermekpszichológia iránt elkötelezett alkotó, újító egyik első pszichoanalitikus nő volt. Egyszerre volt szerelmes nő, feleség, anya, alkotó és álmodozó. Egyik kezeltje volt Jean Piaget, akit érzelmileg és intellektuálisan is inspirálhatott. Olyan nő volt, aki mind Jung, mind Freud életében és tudományos munkásságában termékenyen részt vett, sőt a két nagy tudós-pszichológus között kialakult barátság kialakulásában, majd eltávolodásában is jelentékeny szerepe volt (Bettelheim, 1996; Carotenuto, 1982).
1885-ben született az oroszországi Rosztovban gazdag, értelmiségi zsidó család első gyermekeként. 1904-ben szkizofrén, vagy szkizoid hisztériaként leírt betegséggel aggódó szülei Burghölz-i Elmeklinikára küldték gyógykezelésre. A fiatal orvossegéd, majd főorvos Jung betege lett, akit elsők között kezelt pszichoanalitikus terápiával. Akkor már 4 éve fennálltak a tünetei, de 3 éve felerősödtek, amikor tífuszban meghalt a húga. Jung hisztéria diagnózist állapított meg, de mai ismereteink szerint a szkizofréniát is kimerítik a tünetek (Bettelheim, 1996).
Egy évvel később Sabina elhagyta a kórházat, és ambuláns betegként járt vissza kezelésre, de eközben beiratkozott az orvosi karra a Zürichi Egyetemen. 1911-ben doktori fokozatot szerzett, „Egy szkizofréniás eset pszichológiai tartalma” címet viselte a disszertációja (Bettelheim, 1996; Carotenuto, 1982).
1909-ben vette fel Spielrein először a kapcsolatot Freuddal, miután kitudódik a titkos szerelmi viszonya Junggal, s szakítottak. Ezután Bécsbe ment és 1911 év végén már a Bécsi Pszichoanalitikus Egyesület tagja lett, ő volt az első női tagok egyike (Etkind, 1999).
1912-ben férjhez ment az orvos Pavel Scheftelhez, de 1918-ig biztosan levelezésben maradt Junggal is. Ugyanebben az évben írta meg az első pszichoanalitikus munkáját is: „Hozzájárulás a gyermeki pszichéről való ismerethez” címmel. Szintén ebben az évben jelenik meg „A pusztítás a keletkezés oka” c. ismert cikke, melyet Siegfriednek nevezett el, és Jungnak ajánlott, mint szerelmük gyümölcsét (Etkind, 1999).
Első lánygyermeke, Renáta 1913-ban született. Feltételezhető, hogy házassága nem volt boldog, férje az első világháború idején elhagyta őt, újranősült, majd 1924-ben szintén lánya született az új házasságában is. Mindeközben Spielrein barátságot ápol Junggal és Freuddal is, próbálja a megromlott kapcsolatukat a régi jó viszony mezejére terelgetni (Etkind, 1999).
1920-ban Hágában tartott előadást „A beszéd eredetének és fejlődésének kérdéséhez” címmel. 1923-ban hazatért Oroszországba és a Moszkvai Egyetem Pszichológiai Intézetében kezdett el dolgozni. Szemináriumokat tartott gyermekanalízisből, létesített egy pszichoanalitikus klinikát is (Bettelheim, 1996).
1924-ben Sabina Spielrein és férje újra összekerültek, visszaköltöztek Rosztovba, és 1926-ban megszületett második, Eva lányuk. Később férjénél súlyos elmezavar lépett fel, 1930-ban halt meg. Ez a tény és az országban bekövetkezett változások miatt Sabina Spielrein depresszióssá vált, és 1931 körül felhagyott pszichoanalízissel. Ekkor már nem tűrték meg a pszichoanalízist hivatalosan. 1941-ben Hitler lerohanta a Szovjetuniót. Rosztov német megszállása után minden zsidót a zsinagógába hajtottak és lelőtték őket. Valószínűsíthető, hogy Sabina Spielrein is itt vált áldozattá két gyermekével együtt (Bettelheim, 1996).

## Munkássága

### Sabina Spielrein hatása Jungra és a jungi rendszerre
A 20 éves Sabina betege volt a 29 éves Jungnak. Ő segítette ki a súlyos pszichológiai zavarokból a rendkívül érzékeny és intelligens diáklányt, de még a kezelés alatt szeretőkké is lettek. Carotenuto az 1982-es Titkos szimmetria c. könyvében még plátói viszonyt feltételez közöttük, ám nyilvánvaló a levelezésekből a szexualitás tényszerűsége. Az orvos-beteg viszony először barátsággá majd mély érzelemmé, szerelemmé nőtte ki magát. Spielrein olyan barátról álmodott, akinek feltárhatta az egész lelkét, és annak minden részletét (Carotenuto, 1982). Megértésre és szeretetre vágyott, amit Jungtól kapott meg. Felnézett rá, tisztelte kezelőorvosaként, „meggyógyítójaként”, szerette, mint első szerelmét, és mint mentorát. A szerelmi viszony tiltott, de édes gyümölcs volt Spielrein és Jung számára, mert a férfi családos ember volt (Molnár, 2008).
Szerelmük és közös munkájuk alatt és miatt mindketten hatással voltak egymásra és egymás munkásságára. Jung örökösei nem engedélyezték a levelezésük nyilvánosságra hozását, ezért nem lehet pontosan megítélni, hogy milyen mértékben a Spielrein-é mindaz az eszme, amely a Jung-i rendszer alapja. Az bizonyos, hogy nagy részben, hacsak nem teljesen mértékben Spielrein ihlette. Az egyik naplóbejegyzésben ezek a sorok olvashatók: „csalódást okozott, amikor Jung egyik tanulmányában viszontláttam a saját gondolataimat”. Jung Spielreinben fedezte fel animáját, és ennek kapcsán alakította ki rendszerének egyik kulcs fogalmát az animát és az animust. Freudnak írt egyik levélből arra derült fény, hogy az árnyék fogalma is közvetlenül Spielrein-től származik, még ha az „árnyék” helyett a „gonosz” szót használta is: „…megértette velem, hogy egészen pontatlan elképzeléseim voltak a poligám hajlamaimról…, ebből megtanultam, hogy hol és hogyan csíphető nyakon a gonosz.”- írta Jung Freudnak (Bettelheim, 1996). Carotenuto bár eleinte védte a Jung-i fogalmi rendszer eredetiségét, később mégis beismerte a levelezések elemzése során: ”…nem nehéz elképzelni, hogy a személy, az árnyék és az anima feltevése sajátos módon e régi tapasztalatok párlatát képviseli.” (Carotenuto, 1982). Abban mindenképp egyetértés van, hogy a rendszer a kettőjük szerelmi viszonyából származik.
Spielrein a szerelmüket „költészetnek” nevezte a naplójában. Első és egyetlen szerelme volt Jung. Sosem szűnt meg szeretni őt, akkor sem, miután meggyógyult, akkor sem, amikor a férfi „gazemberként” viselkedett szakításuk után vele, akkor sem, amikor férjhez ment és két gyermeknek lett az édesanyja, soha. Amíg meg nem halt szívből szerette Jungot (Molnár, 2008). Azt írta naplójában: „…mindig fájdalmat okoz, hogy titkolni kell érzéseinket …mindenemet, amim volt, neki akartam adni, legcsekélyebb tekintettel sem voltam önmagamra…..” (Etkind, 1999).
Saibna Spielrein gyermeket is szeretett volna Jungtól, akit Siegfriednek nevezett volna el. Ez a gyermek hidalta volna át Spielrein zsidó és Jung árja léte közötti szakadékot. Nem tudható, hogy Jung akart-e gyermeket Spielreintől, de az látható biztosan a Freudnak írt egyik leveléből, hogy a Siegfried nevet elutasította. Ez a név tulajdonképpen Freud keresztnevének egyik változata. Ráadásul Wagner Ring c. mondakörében Sigmund fia Siegfried. Spielrein ezek alapján olyan fiúra vágyott, akinek a fizikai apja Jung, de a szellemi atyja Freud lett volna (Bettelheim, 1996).
A pusztítás, mint a keletkezés oka c. cikkében az alábbiakat írta: „…az én legjellemzőbb vonása, hogy divídum. Minél közelebb jutunk a tudományos gondolkodáshoz, képzeteink annál differenciáltabbak, és minél mélyebbre jutunk a tudattalanba, annál általánosabbak és tipikusabbak lesznek. A psziché mélye nem ismeri azt, hogy én, csak azt, hogy mi” (Spielrein, 2008). Nem lehet nem észrevenni a hasonlóságot, avagy az egyezőséget a Jungi kollektív tudat eszmével. Egy másik gondolat ugyanebben a műben: ”…mivel szerelmünkben a hozzá hasonló szülőt szeretjük, egészen érthető, hogy eközben valóságosan is szeretnénk megélni a szülő sorsát.” Összevetve „Az apa jelentősége az egyén sorsában” c. művével, szintén megállapítható, hogy lényegében ugyanazt fejtegetik (Bettelheim, 1996).

### Sabina Spielrein hatása a Jung–Freud barátságra és szakításra
A két ember első levélváltása udvarias és előzékeny volt. Jung megküldi a szó-asszociációs tanulmányát Freudnak, aki megköszönte, és viszonzásul elküldte rövid cikkeinek gyűjteményét. 1906 októberében, Jung második levelében váratlanul áttért személyes hangvételre: „…az Ön módszerével most egy hisztérikus nőbeteget kezelek. Húszéves orosz diáklány, nehéz eset, már hat éve beteg… végtelenül hálás leszek Önnek, ha közli velem néhány szóban a véleményét erről az esetről” (Etkind, 1999).
Két szempontból is nagyon fontos volt ez a levél, az egyik, hogy nem említi a diáklány nevét. Pont Jung nem tartotta volna ezt fontosnak, aki a szavak, kifejezések használatát kutatta? A „spielrein”, két német szó összetételéből származik, amely tiszta játékot jelent. Ez rendkívül fontos információ lett volna, hiszen a lány első traumája akkor volt, amikor látta, hogy az apja a testvére csupasz fenekét elverte. Ez után nem tudott a gondolattól szabadulni, hogy az apja kezére székel. Megpróbált saját magára székelni és ugyanakkor vissza is tartani a székelést. Mindeközben a neve arra szólította fel, hogy játsszon tisztán. Ráadásul Jung apja lelkész volt, emiatt ő is folyton feddve érezhette magát, hogy ne játsszon, ne tegyen semmi piszkosat (Bettelheim, 1996).
A másik lényeges mozzanat, amit Jung nem említett ebben a levélben, hogy Spielrein ekkor már egyedül tudott élni, orvosi tanulmányait is sikerrel folytatta. Mindez arra enged következtetni, amit fentebb már fejtegettem, hogy a szerelmi viszonyuk kölcsönös érzelmeken alapult. Emiatt bizonyult ez az eset oly bonyolultnak, és ehhez kérte Freud professzor véleményét, tanácsát Jung (Bettelheim, 1996).
Egy évvel később, 1907-ben ezt írta Jung Freudnak: „egy betegének legfőbb vágya, hogy tőle legyen gyermeke”. Nem kapcsolta össze, hogy ez a beteg ugyanaz a diáklány. Freud ebből az esetből érthette meg a saját fogalmát, az áttételt. Ezt válaszolta Jungnak: „…a mi módszerünkkel a gyógyítás, a korábban a tudattalanba száműzött libidó fixációjának az eredménye. Ez voltaképpen az áttétel. Az áttétel adja a tudattalan megértéséhez és tartalma lefordításához a nélkülözhetetlen impulzust. Ott, ahol hiányzik az áttétel, a beteg nem fog erőfeszítéseket tenni, és nem fog bennünket meghallgatni, mikor lefordítjuk neki a tudattalanját. A gyógyítás tulajdonképpen a szerelmen át történik” – majd így folytatja „…feladat az, hogy az analitikus elfogadja, eltűrje ezeket az érzéseket, és a beteggel éveken át vizsgálgassa és elemezze őket. A pszichoanalitikus módszer lényegéből és szelleméből az is következik, hogy a pszichoanalitikus és betege között szexuális kapcsolat nem lehetséges. Ez szakmailag tilos.” (Etkind, 1999)
A Jung–Spielrein titkos viszony kitudódott és Jung nem tudta ezt méltósággal úriemberként kezelni, tagadta, majd az összes felelősséget a nőre hárította. Spielrein ezt a szerelmük elárulásaként élte meg. Ekkor fordult Freudhoz, hogy megerősítést kérjen arról, hogy Jung nem rossz ember, és méltó a szerelmére. Ezt a választ kapta: „…szakítsa ki lelkéből és fojtsa el azokat az érzéseket, melyek tovább élnek, mint az intim kapcsolatok.” (Etkind, 1999).
Jung méltatlan viselkedése abban a levélben hágott a tetőfokára, melyet Spielrein szüleinek írt. Leírta, hogy ők barátok voltak, és két barátot nem lehet megakadályozni abban, hogy azt tegyék, ami nekik tetszik. Kompenzációt kért Sabina további kezelésért, mert ez az egyetlen módja, hogy a határokat tartani lehessen orvos és beteg között. Ha megfizetik a gyógyító munkáját, akkor a szakmai kötelezettségek az elsők (Etkind, 1999).
Ez a fájdalmas szakítás, árulás, cserbenhagyás vezette el Spielreint ahhoz a felismeréshez, hogy nem csak a szexuális ösztön létezik, mint egyetlen ösztön az emberben, hanem az ellentéte is, a rombolás, az élet megsemmisítésének a vágya (Spielrein, 2008).
Jung sok mindent elmondott Freudnak, de nem mindent. „Soha nem volt szeretőm, egyike vagyok a legfeddhetetlenebb férjeknek.”- írta egy levélben. Freud válasza erre józan, ironikus, szigorú moralista volt „…én magam sose kerültem ilyen helyzetbe…ezek az élmények segítenek abban, hogy magunkra vegyünk egy olyan páncélt, melyre okvetlenül szükségünk van, hogy irányíthassuk a viszontáttételt, mely problémája mindahányunknak. Ezek tanítanak meg arra minket, hogy indulatainkat a legjobb cél felé irányítsuk – ekkor hangzott el először a viszontáttétel fogalma. A viszontáttétel az analitikusnak a beteghez fűződő viszonyát jelöli, melyben kifejeződnek az analitikus saját problémái is. A szakmai felkészültségtől és a problémák tudatosításától függ az analízis sikeressége – írta Freud.” (Etkind, 1999)
Freud, amikor először szerzett tudomást arról, hogy Jungnak viszonya van egy kezelt betegével, szándékosan szemet hunyt, nem akarta kockáztatni a barátságuk elvesztését. Ám, amikor a történet teljesen kivilágosodott számára, aggaszthatta, hogy Jung elárulta szerelmét, azt akit szeretett, és aki még mindig szerette őt, és okot sem adott a szakításra. Később Freud azt írta Spielreinnek: „…túlságosan méltatlanul viselkedett. Miután megkaptam az Ön első levelét, a véleményem róla merőben megváltozott. Örülök, hogy most már nem vagyok felelős sem a személyi sikereiért, sem a tudományos munkáiért.” (Etkind, 1999).
A két nagy gondolkodó barátsága azzal kezdődött, hogy Jung segítséget kért Freudtól a „Spielrein ügyben”, és azzal ért véget, amikor Spielrein megszűnt Jung szeretője és követője lenni. Tudatos vagy tudattalan félelmet generálhatott Freudban, hogy őt is bármikor elárulhatja fogadott fia (Bettelheim, 1996). Mindenképp szerepe lehetett a szakításban a szexualitás jelentőségének elismerésében. A libidó fogalmát deszexualizáló Jung kezdetektől felrótta Freudnak az erotika túlzott és indokolatlan hangsúlyozását. Jungot, büszke emberként az is bánthatta, hogy Freud csak a kereszténysége miatt tartja őt fontosnak, ez már önmagában elég lett volna szakításhoz. Tetőzésképpen, még ott volt a nő, Sabina Spielrein személye is, sajátos háromszög helyzetet létrehozva. E viszony kapcsán kialakuló erkölcsi, szakmai és érzelmi krízis vezethetett a Freud-Jung barátság megszakadásához (Bettelheim, 1996).
„…zsidók vagyunk írta Freud Speilreinnek – és maradjunk is azok. Mások csak kizsákmányolnak bennünket és sohasem fognak megérteni, sem értékelni minket”. Freudnak is fontos volt Spielreinnel való kapcsolata. A nő tanítványaiban vélte felfedezni a lehetőséget, hogy levezesse tanítványaival folytatott harc drámáját (Etkind, 1999).
Sabina Spielrein sosem tudott elszakadni Jungtól, a kötelék egy életre szólt közöttük. Ugyanakkor Freud, mint szellemi atya is végig fontos szerepet játszott az életében. Közvetítői, békítő szerepe a két nagy gondolkodó között hosszú ideig fennmaradt, egészen hazájába való visszatéréséig. Erre bizonyítékok szintén a levelezéseiből maradtak hátra: „…aki közülünk új világképet hoz létre, azt először mindig királynak tekintik, aztán később, mikor az emberek meg akarnak szabadulni a hatásától, egyoldalúnak és unalmasnak nyilvánítják. Meg találnia a bátorságot magában, hogy elismerje Freud nagyságát, még akkor is, ha eredményeiből sokat átengedett neki – írta Jungnak (Etkind, 1999).
Ugyanakkor Freudnak címzett levélében így fogalmazott: ”…megingásai ellenére én szeretem Jungot, és szeretném visszatéríteni az apai házba. Önnek professzor fogalma sincs, hogy mennyire közel állnak egymáshoz Önök. Közelebb, mint azt bárki is el tudná képzelni.” (Etkind, 1999).
Megemlítendő egy 1913-as Jung-álom, mert szorosan köthető a Jung-Spielrein, és Jung-Freud szakításához is. A tartalom röviden annyi, hogy egy barna bőrű férfi társaságában egy elhagyatott sziklás hegyvidéken volt. Már pirkadt, amikor a hegy fölött megszólalt Siegfried kürtje, és ő tudta, hogy meg kell ölnie őt. Amikor rálőttek, és az sebzetten összeroskadt undor és bűnbánat fogta el, amiért elpusztítottak valamit, ami nagyszerű volt és szép. Menekülni próbált, félt a gyilkosság lelepleződésétől. Ekkor egy hatalmas eső érkezett és elmosta az összes nyomot. Az élet folyhatott tovább, de a bűntudat megmaradt – jegyezte le Jung maga (Jung, 1987).
Kőváry egyik álomértelmezésében Jung megölte Sigfriedet, Sabina Spielrein és az ő szerelmének közös gyümölcsét, mert nem bírt máshogyan kikeveredni a kétes helyzetből, melyet a viszonyuk kitudódása okozott. A lelepleződéstől haláláig megmenekült, a lelkiismeretének azonban nem tudott elszámolni arról, amit a nővel tett. Alapvetően kérdés, hogy a terapeuta hogyan tudja elengedni a beteget, anélkül, hogy beleszeretne (Kőváry, 2007). Azonban a szerelem hatására nem az orvosnak kell megbetegednie, hanem a betegnek meggyógyulnia (Etkind, 1999). Freudnak fontos volt Jung barátsága azért is, mert nem akarta, hogy a tudománya zsidó ügy legyen. Ehhez Jung árja származása biztosíték lehetett volna. Jung viszont nem akarta, hogy ily módon ki legyen használva, ezért is kellett elpusztítania Siegfriedet, aki a germán–zsidó szellem megtestesítőjét, és Spielrein-Jung mitológiában a megváltó szerepét töltötte be. Ez az álom az apafigurától születendő gyermek utáni vágy ödipális áttételi vonatkozásban is értelmezhető (Kőváry, 2007).

### Sabina Spielrein hatása a Freud-i tanokra
Miután Spielrein megszabadult a Junghoz fűződő érzelmeitől, tett egy felfedezést, melyet már részben érintettünk. „A pusztítás a keletkezés oka” c. 1912-es cikkében ismerte fel, hogy talán nem a szexuális ösztön az egyetlen erő az emberben. Létezik a rombolás ösztöne is ezzel ellentétben, az élet megsemmisítésnek vágya (Spielrein, 2008). Először erről 1911-ben beszélt a Bécsi Pszichoanalitikus Egyesület ülésén, ahol elutasították ezeket a gondolatokat, Freudot is beleértve. A tanulmányt Jungnak ajánlotta, mint szerelmük gyümölcsét. Ez az írás szinte egyszerre jelenik meg Jung „A libidó metamorfózisai és szimbólumai” c. könyvével. Jung erkölcsi elveinek és a valóságos érzéseinek ellentmondásossága depresszióba sodorták Jungot, és ez a krízis segíthette e mű létrehozásában. Ez a Freuddal való végleges szakításhoz vezetett. Efim Etkind (1918-1999) szerint a két műben közös ihlető volt Nietzsche személye és szellemisége (Bettelheim, 1996; Etkind, 1999).
Ebben a tudományos munkában olyan érzelmekről beszélt, melyek megfelelnek a nemi ösztön destruktív komponensének. Azt írta, hogy „ahol a szerelem az úr, meghal az Én, a sötét despota.” Szétválasztotta az önfenntartó és fajfenntartó ösztönt. Az elsőnek csak pozitív aspektusa van, a másodiknak pozitív és negatív komponense is egyszerre- írta. Az önfenntartó ösztön statikus, míg a fajfenntartó ösztön dinamikus, amely arra irányul, hogy az individuum új formában támadjon fel. A szaporodási ösztön pszichológiai szempontból is két antagonisztikus összetevőből áll, ennek megfelelően éppannyira teremtő, mint pusztító is egyben (Spielrein, 2008).
Majd egy évtizeddel később Freud hivatkozik Spielreinre a „Túl az örömelven” c. művében, és az Erószt és Thanatoszt, mint az emberi természet két alapvető, egyenértékű ösztönének teszi meg. Freud ebben a művében azt írja, egy tartalmas és gondolatokban gazdag, de számára nem teljesen világos munkában Spielrein már e spekuláció nagy részét érintette – hivatkozza le Spielreint. Azonban Jung szerint ez a hivatkozás kevés, és Freud ellopta az ő tanítványától ezt a halálösztön ötletet. Pediglen ezzel jött létre az egyetlen emlékmű, amelyet Spielreinnek állítottak. (Etkind, 1999)
Amikor Sabina Spielrein hatását tekintve meg kell említeni két apró jelenséget még. Az egyik, hogy 1920-ban Hágában tartott előadást „A beszéd eredetének és fejlődésének kérdéséhez” címmel. Itt beszélt első, akusztikus beszédről, és másodlagos, szociális beszédről. A beszéd és a gondolkodás viszonyáról a gyermek-szülő érzelem teljes viszonyában beszélt. Ez azért érdekes, mert ebben az évben analízisbe járt hozzá Jean Piaget, akivel 8 hónap kezelés után szakította meg a kapcsolatot, mert „nem akarok naponta egy órát pazarolni egy olyan emberre, ki elutasítja az elméletet” – mondta. A 8 hónap folyamán viszont folyamatosan érveket cseréltek, hasonlóságokat, különbözőségeket vitattak meg a nézeteikben. Vitathatatlanul hozzájárulhatott Sabina Spielrein személyisége, kifinomult pszichológiai érzéke, érzékenysége, elhivatott szakmaisága Jean Piaget tudományos pályájához (Etkind, 1999).
A másik említendő dolog az, hogy 1923 őszén az orosz pszichoanalitikus egyesület ülésén előadást tartott „A gondolkodás az afázia esetében és az infantilis gondolkodás” címmel. Ebben az előadásában kifejtette, hogy az afáziás gondolkodási zavar hasonlít a gyermeki gondolkodásra. Mindkét gondolkodási típus a beszéd kialakulására világít rá. Ezek a gondolatok nagyon hasonlítanak Lurija későbbi neuropszichológiai kutatásaira az afázia területén (Etkind, 1999).

## Spielrein hatása a pszichológia történetére
Érzékeny női természete, rendkívüli intelligenciája, kifinomult pszichológiai érzéke, elhivatottsága tette őt meghatározó személyiséggé e tudományban. Méltánytalanul elhanyagolt nagyságát szerettük volna bemutatni a Junghoz fűződő szerelmi viszony kapcsán, a Jung-i fogalmak megszületésében betöltött szerepét, úgy, mint anima, árnyék, személyiség, vagy kollektív tudat illetve tudattalan (Bettelheim, 1996; Etkind, 1999).
Feltehetően kulcsszerepe volt a Freud-Jung barátság létrejöttében és megszakadásában is. Ő volt az, akinek hatására a két nagy tudós közeledett egymáshoz, és létrejött és értelmet nyert az áttétel és a viszontáttétel fogalma (Bettelheim, 1996; Etkind, 1999).
Hátrahagyott levelezései és naplója alapján a pszichoanalízis egyik úttörőjének tekinthetjük Spielreint. Elsőként vetette fel a destruktív ösztönök jelentőségét, majd egy évtizeddel megelőzve Freudot, akinek a halálösztönnel teljesedett be a rendszere gyakorlatilag (Etkind, 1996).
Bátor és hűséges életet tudhat magáénak. Haláláig próbálta Freudot és Jungot összehozni, mert biztos volt abban, hogy a tudattalan jelentőségének felismerésében összhang van kettőjük között (Bettelheim, 1996).
Sabina Spielrein minden munkájában saját tapasztalataiból, az érzéseiből, félelmeiből és gyötrelmeiből merített. Saját magáról saját magának írt és alkotott. Így gyógyult, így élt, így inspirált másokat is (Molnár, 2008).